# Заслужений донор України
Заслу́жений доно́р Украї́ни  — державна нагорода України — почесне звання України, яке надається Президентом України відповідно до Закону України «Про державні нагороди України». Згідно з Положенням про почесні звання України від 29 червня 2001 року, це звання присвоюється:
|  | донорам, які безоплатно здали кров та (або) її компоненти в кількості 100 і більше разових максимально допустимих доз |

Згідно з Указом Президента “Про почесні звання України”, клопотання про присвоєння звання Заслуженого донора подає підприємство, установа або організація, де донор працює, до відповідного органу чи організації вищого рівня залежно від підпорядкованості. Надалі клопотання передається Президентові України через обласні державні адміністрації.
Звання присвоюється указом Президента України. Заслуженому донору вручається посвідчення та нагрудний знак.
Законом України “Про пенсії за особливі заслуги перед Україною” для Заслужених донорів передбачено пенсійну надбавку.

## Дивись також
- Почесний донор Товариства Червоного Хреста УРСР
- Донор (медицина)
- Нагороди України
- Почесний донор СРСР
- Всесвітній день донора крові